# Kétszersült

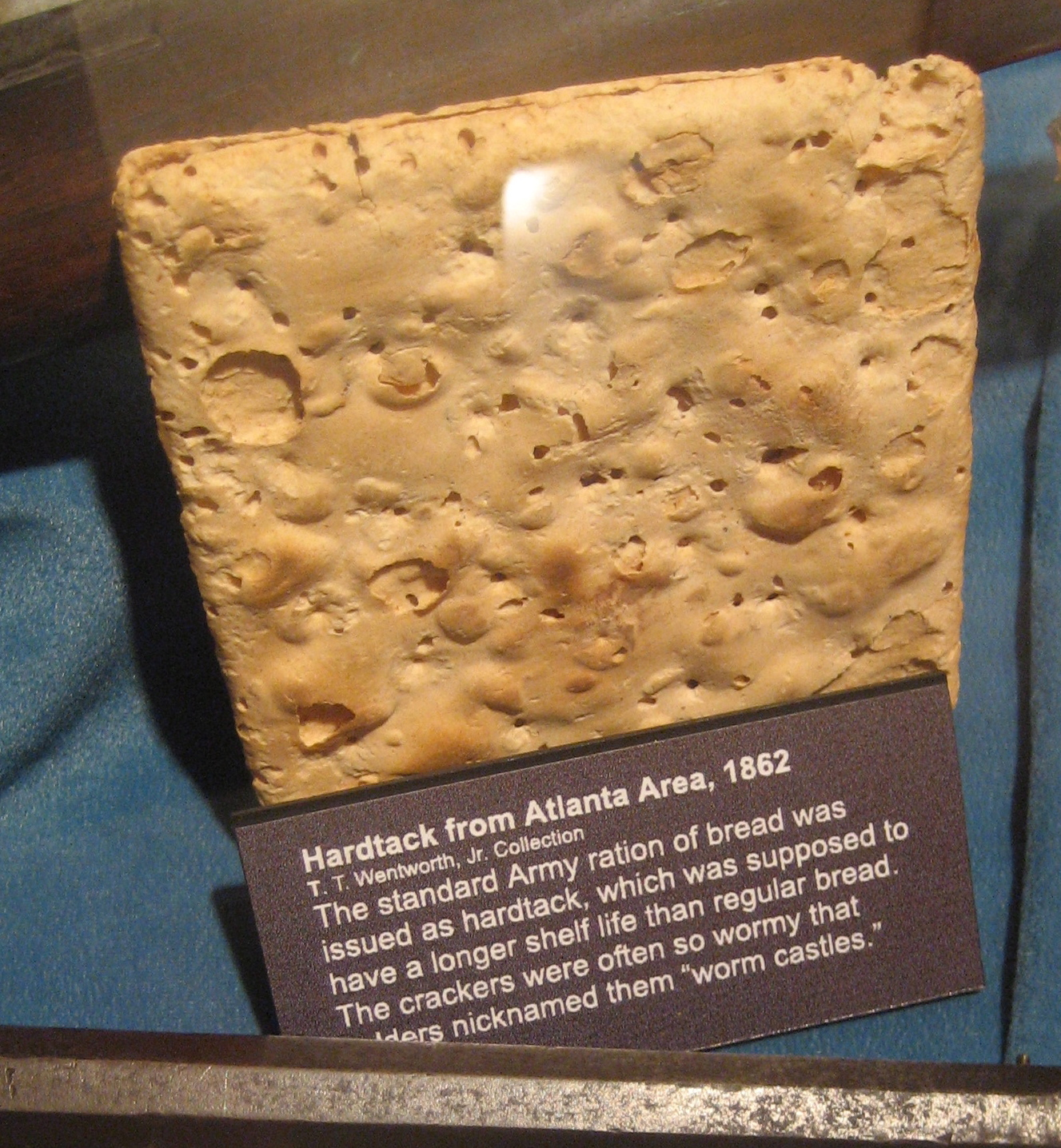
Egy kiállított, az amerikai polgárháborúból származó kétszersült

A kétszersült élesztővel vagy kovásszal készített kenyérszerű termék, mely némi zsiradékot vagy növényi olajat is tartalmaz. Nagy pórusú, pirítósszerű termék, magas a fehérje- és keményítőtartalma, de kevés vitamint tartalmaz.
Napjainkban inkább kiegészítőkkel (vajjal, sajttal, lekvárral stb.) fogyasztják. A korszerű, egészséges táplálkozásban tölt be jelentős szerepet, és egyes – a gyomor- bélrendszert érintő – megbetegedésben a diétás kezelés részeként ajánlott kiegészítők nélkül. Emészthetősége a készítési módjából adódóan könnyebb, mint a friss kenyereké. Az egyszerű kétszersült pékipari termék, a különleges kétszersült sütőcukrászati készítmény.

## Első sütés
A tészta sós vagy édes ízű annak megfelelően, hogy mivel ízesítik. A jó kétszersült világos színű, magas, egyenletesen apró likacsos. Az első sütés a kelesztett, többször átgyúrt, formázott tészta sütése. A többszöri átgyúrás adja meg a tészta likacsosságát.

## Második sütés
A megsült darabokat 0,7–1 cm vastag szeletekre vágják, majd kemencében megpirítják.

## Története
A brit hajósok ennek a terméknek a korabeli változatát fogyasztották némi folyadékba mártva. Többek között emiatt a szerény és vitaminhiányos étkezés miatt gyakran skorbutosak lettek.